# Јоносфера
Јоносфера је дeо Земљине атмосфере гдје количина јона, или наелектрисаних честица, насталих дјеловањем углавном Сунчеве радијације на неутралне атоме и молекуле ваздуха, је довољно велика да утиче на простирање радио таласа. Јоносфера почиње на висини од 50 km од површине Земље, али се лакше уочава на висини од 80 km. Чине је смјесе гаса неутралних атома и молекула (углавном кисеоник и азот) и квазинеутрална плазма (број негативно наелектрисаних честица је отприлике једнак броју позитивно наелектрисаних).
У јоносфери се јављају јоносферне магнетске буре и поларна светлост.

## Геофизика
Јоносфера је омотач око Земље, који садржи електроне и електрично наелектрисане атоме и молекуле, отприлике између 50 и 600 km изнад Земљине површине, а понекад и више. Постојање захваљује првенствено због ултраљубичастог зрачења са Сунца. Најдоњи део Земљине атмосфере је тропосфера, која се протеже до отприлике 10 km изнад Земљине површине. Изнад ње је стратосфера, а још више мезосфера. У стратосфери сунчева радијација ствара озонски омотач. На висини од око 80 km изнад Земљине површине, у термосфери, ваздух је толико редак, да електрони могу бити слободни неко време, пре него што их зароби неки блиски позитивни јон. Број тих електрона је понекад довољан да делује на ширење радио таласа. Тај део атмосфере је јонизован и садржи плазму, и зато је део јоносфере. У плазми, слободни негативни електрони и позитивни јони, привлаче једни друге електромагнетским силама, али имају превише енергије да би остали заједно и чинили електрично негативни молекул.
УВ зраци, X-зраци и краткоталасни електромагнетни таласи сунчеве радијације стварају јонизацију, будући да фотони на тим фреквенцијама, имају довољно енергије да избаце електроне из атома и молекула неутралних гасова. Ти слободни електрони добијају велике брзине, тако да су температуре, које ствара тај електронски плин, пуно веће (реда величине неколико хиљада Келвина) и пуно веће од температуре јона и неутралних молекула. Супротан процес од јонизације је рекомбинација, када је слободни електрон поново заробљен од позитивног јона. Тај процес рекомбинације узрокује емисију фотона. Код нижих надморских висина, густина зрака је пуно већа, процес рекомбинације превладава над јонизацијом, будући да су молекули и јони ближе једни другима. Равнотежа између та два процеса одређује количину присутне јонизације.
Јонизација у јоносфери првенствено зависи од сунчеве активности и количине радијације коју прими са Сунца. Постоје и дневне и сезонске промене количине јонизације. Како је у зимским условима Земљина полутка удаљенија од Сунца, тако је и количина примљене радијације мања, а тиме и ступањ јонизације. Активност Сунца је повезана и са сунчевим пегама, и што их је више, то је радијација већа (сваких 11 година). Количина радијације зависи и од географског положаја. Постоје и друге појаве које ометају количину јонизације, као што су сунчеве бакље и електрично набијене честице у сунчевом ветру, које делују на земљино магнетско поље.

## Слојеви јоносфере
Утврђено је да у јоносфери постоји неколико слојева са повећаном концентрацијом јона. Ти слојеви су означени великим словима абецеде. При томе се пошло од слова Д, јер се претпостављало да ће евентуално бити откривени нови слојеви, који би се означили са А, Б и Ц. Веровало се да они леже испод слоја Д.
Најнижи јонизовани слој Д, налази се на висини од 80 км; он постоји само дању, када апсорбује радио-таласе средњих дужина. Слој Е лежи на висини од 90 до 120-150 км; у њему се налази доња граница појављивања поларне светлости у атмосфери. На висинама од 200 до 500 км налазе се два слоја: нижи Ф1 и виши Ф2. Изнад њега повремено се појави и слој Г. Висина и степен јонизације поменутих слојева мења се у току дана и године. Без постојања слојева са повећаном концентрацијом јона биле би немогуће радио-везе на великим удаљеностима.